# Maria Maunder
Maria Maunder,  nekdanja kanadska veslačica, * 19. marec 1972, St. John's, Nova Fundlandija in Labrador, Kanada.
S kanadskim osmercem je na Poletnih olimpijskih igrah 1996 v Atlanti osvojila srebrno medaljo.